# Die Spinnen
Die Spinnen (Les aranyes) és una pel·lícula muda d'aventures alemanya de dues parts escrita i dirigida per Fritz Lang. Va ser llançada en dues parts el 1919 i el 1920. Dues parts més es van planificar originalment però mai es van fer. Es creia que era una pel·lícula perduda, però ha estat redescoberta i restaurada.

## Trama
Part 1. Der goldene See ("El llac daurat"):
A San Francisco, el conegut esportista, aventurer i viatger Kay Hoog anuncia al seu club que ha trobat un missatge en una ampolla amb un mapa dibuixat per un professor de Harvard que ha desaparegut. El missatge parla d'una civilització Inca perduda que posseeix un immens tresor. Hoog inicia una expedició per trobar el tresor, mentre que el sindicat del crim "Les aranyes" envia una expedició rival dirigida per la bella però perillosa Lio Sha. Al llac Daurat, Hoog salva la sacerdotessa inca Naela i s'enamora d'ella. La porta a casa amb ell després de descobrir una pista misteriosa sobre un vaixell de diamants. De tornada a San Francisco, Lio Sha declara el seu amor per Hoog, però ell la rebutja a favor de Naela. Lio Sha assassina Naela i Kay Hoog jura venjança.
Part 2. Das Brillantenschiff ("El vaixell de diamants"):
Es posa en marxa la recerca d'un diamant en forma de cap de Buda que te poders especials. Portat a les mans d'una "princesa", atorgarà el poder de governar Àsia. A San Francisco, Hoog descobreix una ciutat amagada sota el barri xinès, però se'l descobreix i el fan presoner. Finalment, la caça porta a Kay Hoog a Anglaterra, on Les Aranyes segresten a Ellen, filla del rei dels diamants Terry de qui sospiten que és propietari de la pedra. Quan Kay Hoog arriba a l'escena, ell i Terry descobreixen (amb l'ajuda d'un antic llibre de registre) que l'avantpassat pirata de Terry va amagar un mapa en una pintura. Hoog segueix el mapa de les Illes Malvines per trobar el diamant, però Fourfinger-John, que ha espiat en Terry i en Hoog, aconsegueix informar les Aranyes mitjançant un colom missatger. La Lio Sha i els seus secuaços es troben amb en Hoog a la cova on s'amaga el tresor dels pirates i el fan presoner. Tanmateix, els vapors verinosos d'un volcà entren a la cova i tots els criminals moren. Només Kay Hoog aconsegueix escapar amb la pedra. De tornada a Anglaterra, treballa amb la policia i Terry per alliberar Ellen de les urpes del mestre hipnotitzador de les aranyes.

## Repartiment
Part 1
- Carl de Vogt com a Kay Hoog
- Lil Dagover com a sacerdotessa del sol Naela
- Ressel Orla com a Lio Sha
- George John com el Dr. Telphas
- Rudolf Lettinger com el rei dels diamants John Terry
- Edgar Pauly com Fourfinger-John
- Paul Morgan com a expert en diamants
- Meinhardt Maur com a llibreter
- Friedrich Kuehne

Part 2
- Carl de Vogt com a Kay Hoog
- Ressel Orla com a Lio Sha
- Reiner Steiner com a capità del vaixell de diamants
- George John com el Dr. Telphas
- Rudolf Lettinger com el rei dels diamants John Terry
- Thea Zander com a Ellen Terry
- Friedrich Kühne com a Yogi All-hab-mah
- Edgar Pauly com Fourfinger-John
- Meinhardt Maur com a xinès
- Paul Morgan com a jueu

## Producció
Fritz Lang era al començament de la seva carrera com a director quan va acceptar l'encàrrec de dirigir el que havia de ser una sèrie de pel·lícules d'acció de misteri que constaria de quatre episodis de llargmetratge. Lang es va veure obligat per aquesta assignació a renunciar a les funcions de direcció de El gabinet del doctor Caligari, que també va ser llançat pel distribuïdor Decla-Bioscop AG el 1919.
El rodatge de la part 1 va tenir lloc de juny a agost de 1919 a Hamburg al Tierpark Hagenbeck. La part 2 es va rodar d'octubre a desembre de 1919 a Hamburg (Tierpark Hagenbeck i altres) i als Weissensee Studios a Berlín.
Lang va completar dos episodis abans que el productor de les pel·lícules interrompés el projecte. La primera part es va publicar com "Die Spinnen, 1. Teil: Der Goldene See" i la segona part com "Die Spinnen, 2. Teil: Das Brillantenschiff". La primera part es va estrenar el 3 d'octubre de 1919 al Richard-Oswald-Lichtspiele de Berlín, Max Josef Bojakowski va ser el director. La segona part es va estrenar el 6 de febrer de 1920 al Theater am Moritzplatz, Berlín.
Planificades, però no produïdes (títols de treball):
Part 3. Um Asiens Kaiserkrone ("A la corona imperial d'Àsia")
Part 4. Im Spinnennetz ("A la teranyina")

## Restauració
Die Spinnen es va considerar una pel·lícula perduda durant molts anys abans que es descobrís una impressió original a la dècada de 1970. Aquesta impressió supervivent es va utilitzar per a una restauració de la pel·lícula, completada el 1978. Sembla que a la versió restaurada li falta una petita part del metratge original. Aquesta versió es va publicar en DVD el 1999 i en Blu-ray el 2016.
La reconstrucció de tres anys la van fer els historiadors del cinema David i Kimberly Shepard, amb música de Gaylord Carter. El material original era un negatiu duplicat de 35 mm de Txecoslovàquia; la impressió de nitrats tenia diversos defectes que no es van poder treure, estava fora de seqüència i no tenia intertítols. Els intertítols es van obtenir dels registres del censor alemany. La pel·lícula es va tintar segons les instruccions de Fritz Lang, que encara vivia en aquell moment.